# لئو بوناتینی
لئوناردو «لئو» بوناتینی لوهنر مایا (پرتغالی: Leonardo 'Léo' Bonatini Lohner Maia؛ زادهٔ ۲۸ مارس ۱۹۹۴) بازیکن فوتبال اهل برزیل است.
از باشگاه‌هایی که در آن بازی کرده‌است می‌توان به کروزیرو، الهلال، ولورهمپتون واندررز و ناتینگهام فارست اشاره کرد.